# Велес, Джон
Джон Хайдер Велес Кари (исп. Jhon Jaider Vélez Carey; род. 25 июля 2003, Барранкилья) — колумбийский футболист, полузащитник клуба «Атлетико Хуниор».

## Клубная карьера
Велес — воспитанник клуба «Барранкилья». 1 февраля 2021 года в матче против «Реал Картахена» он дебютировал в колумбийской Серии B. В начале 2023 года Велес перешёл в «Атлетико Хуниор». 19 февраля в матче против «Депортиво Пасто» он дебютировал в Кубке Мустанга. 

## Международная карьера
В начале 2023 года в составе молодёжной сборной Колумбии Велес принял участие в домашнем молодёжном чемпионате Южной Америки. На турнире он сыграл в матчах против команд Перу, Аргентины, Уругвая, Венесуэлы, Парагвая и Эквадора. 
В том же году Велес принял участие в молодёжном чемпионате мира в Аргентине. На турнире он сыграл в матчах против сборных Израиля, Японии, Сенегала и Словакии. 